# 東桜
東桜（ひがしさくら）は、愛知県名古屋市東区および中区の町名。現行行政地名は東桜一丁目から東桜二丁目。住居表示実施済み。

## 概要
名古屋市東区東桜は同区南東部に、中区東桜は同区東部に位置し、東は葵一丁目、西は錦三丁目、南は武平町・久屋町・新栄町・西新町・東新町・新栄一丁目、北は泉一〜三丁目に接する。東区、中区ともに一丁目から二丁目まで存在するが、中区側の一丁目は道路部分のみである。
町域の区切りは、概ね西は久屋大通、東は国道153号、北は桜通で、南は一丁目が錦通、二丁目が広小路通となっている。
特に一丁目の栄駅や栄町駅に近い区域は広義の栄地区の一部として認識されており、オアシス21や愛知芸術文化センターも位置している。二丁目には寺院が多く存在する。

## 歴史

### 町名の由来
当区域の大半が東桜小学校の学区であること、および東西に通る桜通に由来する。かつて存在した東桜町とは位置が異なる。

### 沿革
- 1976年（昭和51年）1月18日 - 住居表示実施に伴い、以下の通り東区東桜一〜二丁目および中区東桜一〜二丁目が成立[1][2]。
  - 東区東桜一丁目 - 東区神楽町・七曲町の全域および下竪杉町・駿河町・高岳町・西新町・東新町・久屋町・富士塚町・武平町の各一部
  - 東区東桜二丁目 - 東区東門前町・宮出町の全域および葵町・小川町・駿河町・高岳町・東新町・東新道町・松山町の各一部
  - 中区東桜一丁目 - 中区新栄町（道路部分のみ）の一部
  - 中区東桜二丁目 - 中区新栄町・東田町・南小川町・宮出町・東新町の各一部
- 1977年（昭和52年）10月23日 - 中区東桜二丁目の一部を中区新栄一丁目へ編入[2]。東区東桜二丁目の一部（道路部分のみ）が東区新栄一丁目となる[1]。

## 世帯数と人口
2019年（平成31年）2月1日現在の世帯数と人口は以下の通りである。
| 区   | 丁目       | 世帯数    | 人口    |
| ---- | ---------- | --------- | ------- |
| 東区 | 東桜一丁目 | 442世帯   | 642人   |
| 東区 | 東桜二丁目 | 1,492世帯 | 2,296人 |
| 東区 | 東区 計    | 1,934世帯 | 2,938人 |
|      |            |           |         |
| 中区 | 東桜二丁目 | 153世帯   | 201人   |
| 中区 | 中区 計    | 153世帯   | 201人   |
|      |            |           |         |
| 計   | 計         | 2,087世帯 | 3,139人 |

## 学区
市立小・中学校に通う場合、学校等は以下の通りとなる。また、公立高等学校に通う場合、学区は以下の通りとなる。なお、小・中学校は学校選択制度を導入しておらず、番毎で各学校に指定されている。
| 区   | 丁目       | 小学校                                  | 中学校                                      | 高等学校 |
| ---- | ---------- | --------------------------------------- | ------------------------------------------- | -------- |
| 東区 | 東桜一丁目 | 名古屋市立東桜小学校                    | 名古屋市立冨士中学校                        | 尾張学区 |
| 東区 | 東桜二丁目 | 名古屋市立東桜小学校 名古屋市立葵小学校 | 名古屋市立冨士中学校 名古屋市立あずま中学校 | 尾張学区 |
| 中区 | 東桜二丁目 | 名古屋市立新栄小学校                    | 名古屋市立白山中学校                        | 尾張学区 |

## 主な施設

### 東桜一丁目

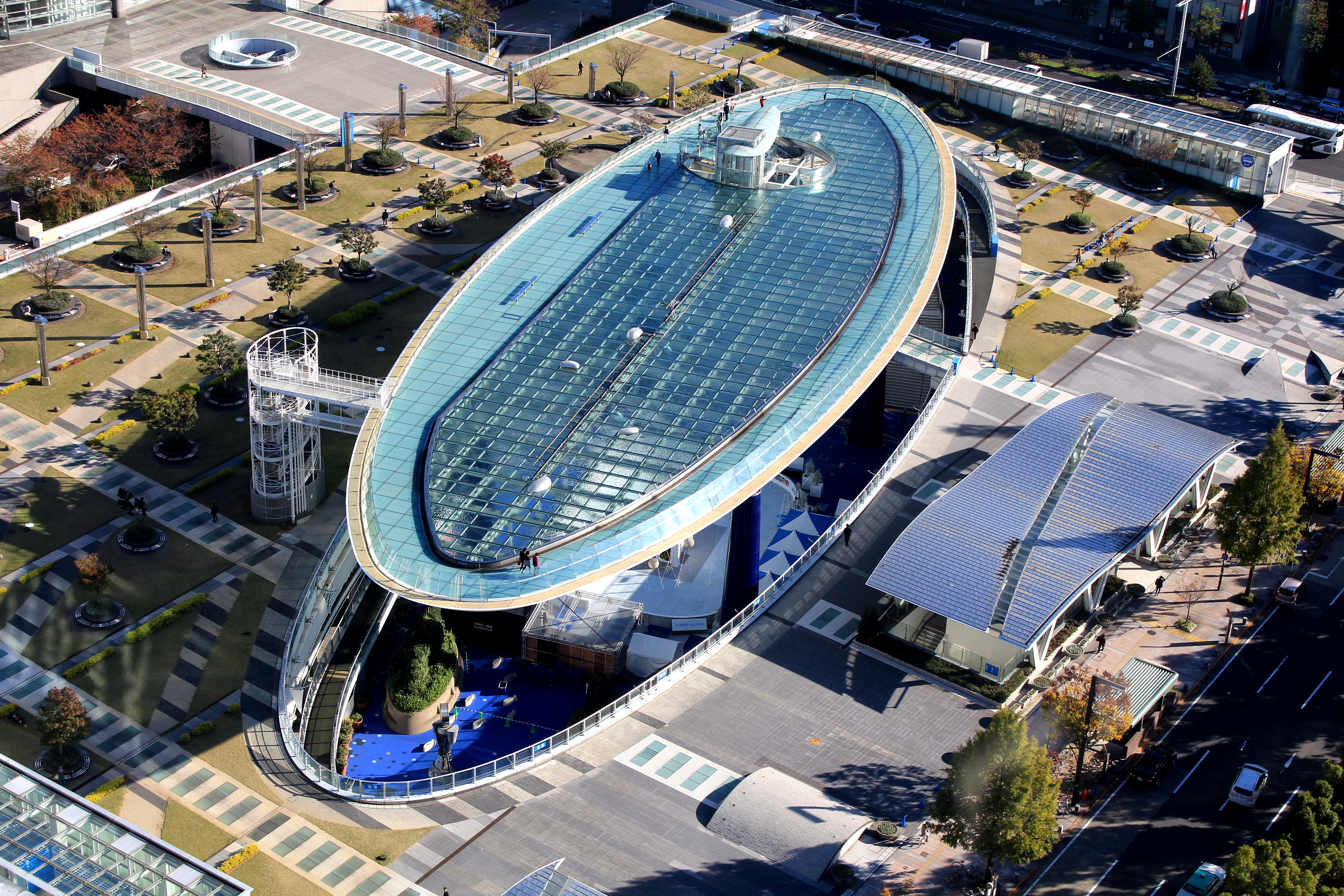
オアシス21
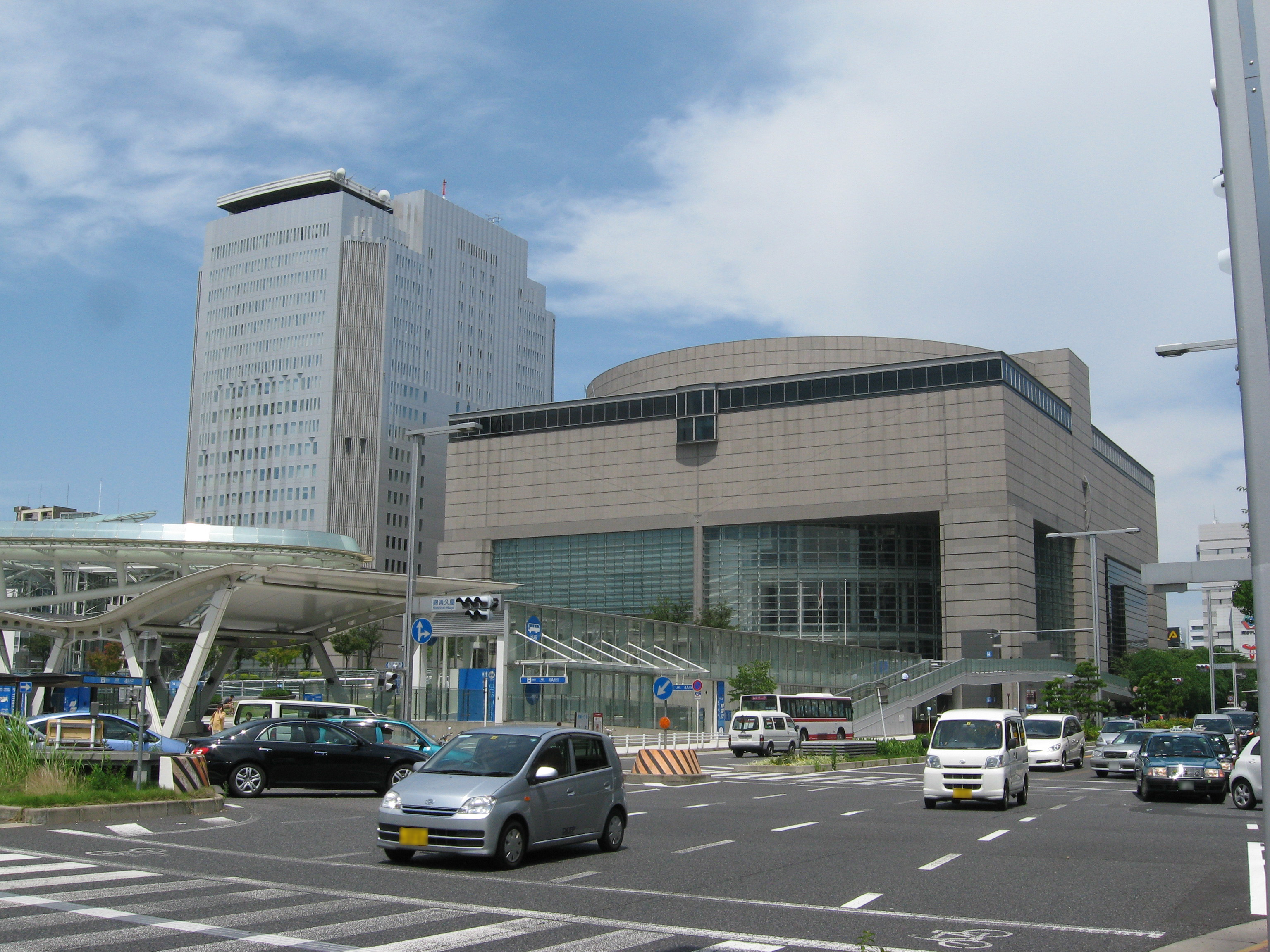
NHK名古屋放送センタービル - NHK名古屋放送局
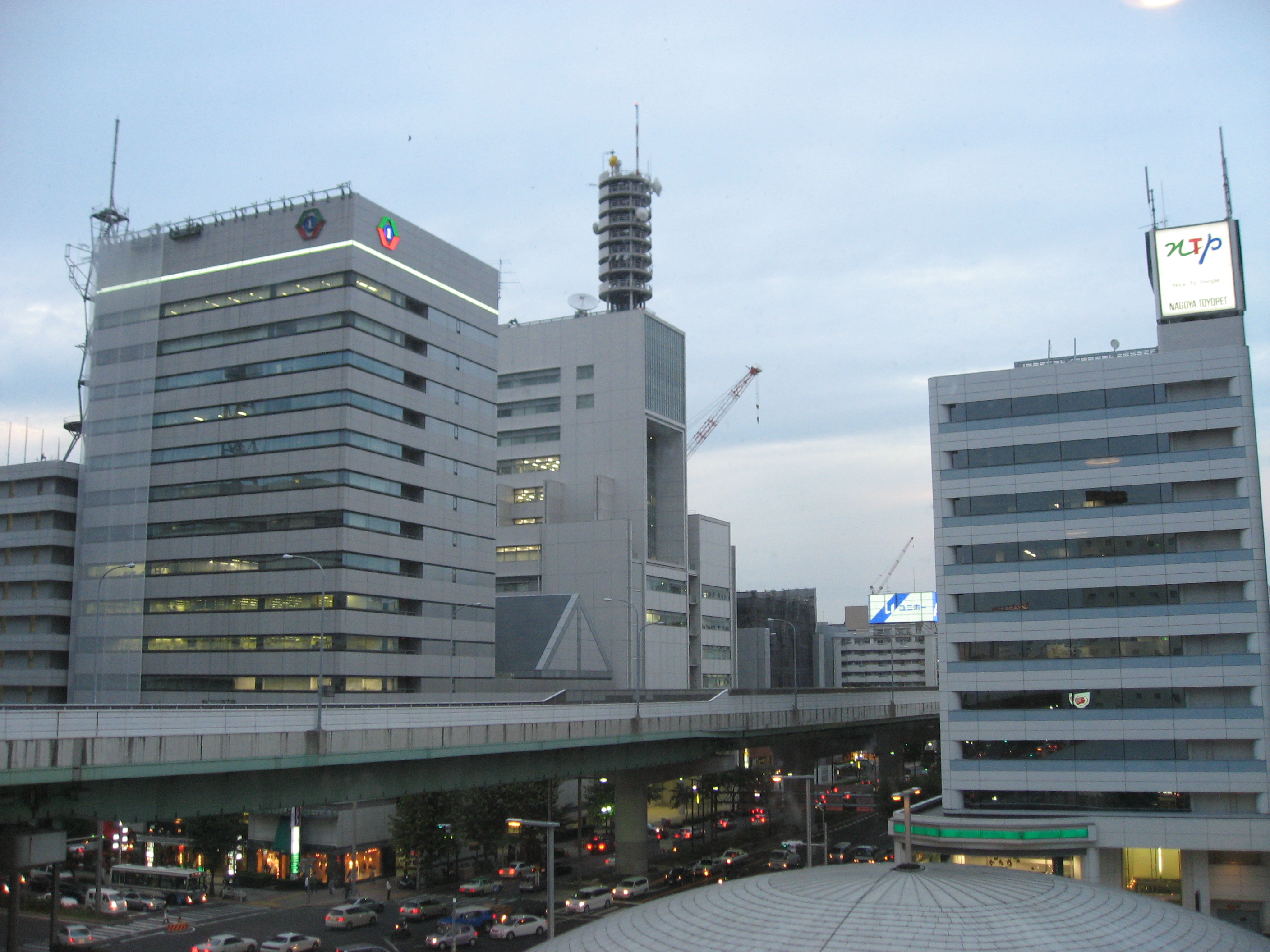
テレピアおよび東海テレビ・東海ラジオ本社

- 愛知芸術文化センター
  - 愛知県芸術劇場
  - 愛知県美術館
  - 愛知県文化情報センター
- アーバンネット名古屋ネクスタビル
  - 日本特殊陶業本社
- アーバンネット名古屋ビル
  - 大同特殊鋼本社
- ブロッサ
- 森村記念館
- 名古屋東桜郵便局
- 名古屋市立東桜小学校
- 名古屋市立冨士中学校
- 栄公園

1976年（昭和51年）4月18日、旧県立第一高女同窓会により校蹟記念石が建立され除幕されている。
- 東海テレビ・東海ラジオ本社
  - テレピア

- オアシス21
- NHK名古屋放送局・愛知芸術文化センター
- テレピアおよび東海テレビ・東海ラジオ本社

### 東桜二丁目
- 萩原電気本社・本社別館（高岳パークビル）
- 東桜会館
  - ちゅうでん教育振興財団
- 日本工営都市空間本社
- 東春信用金庫錦通支店

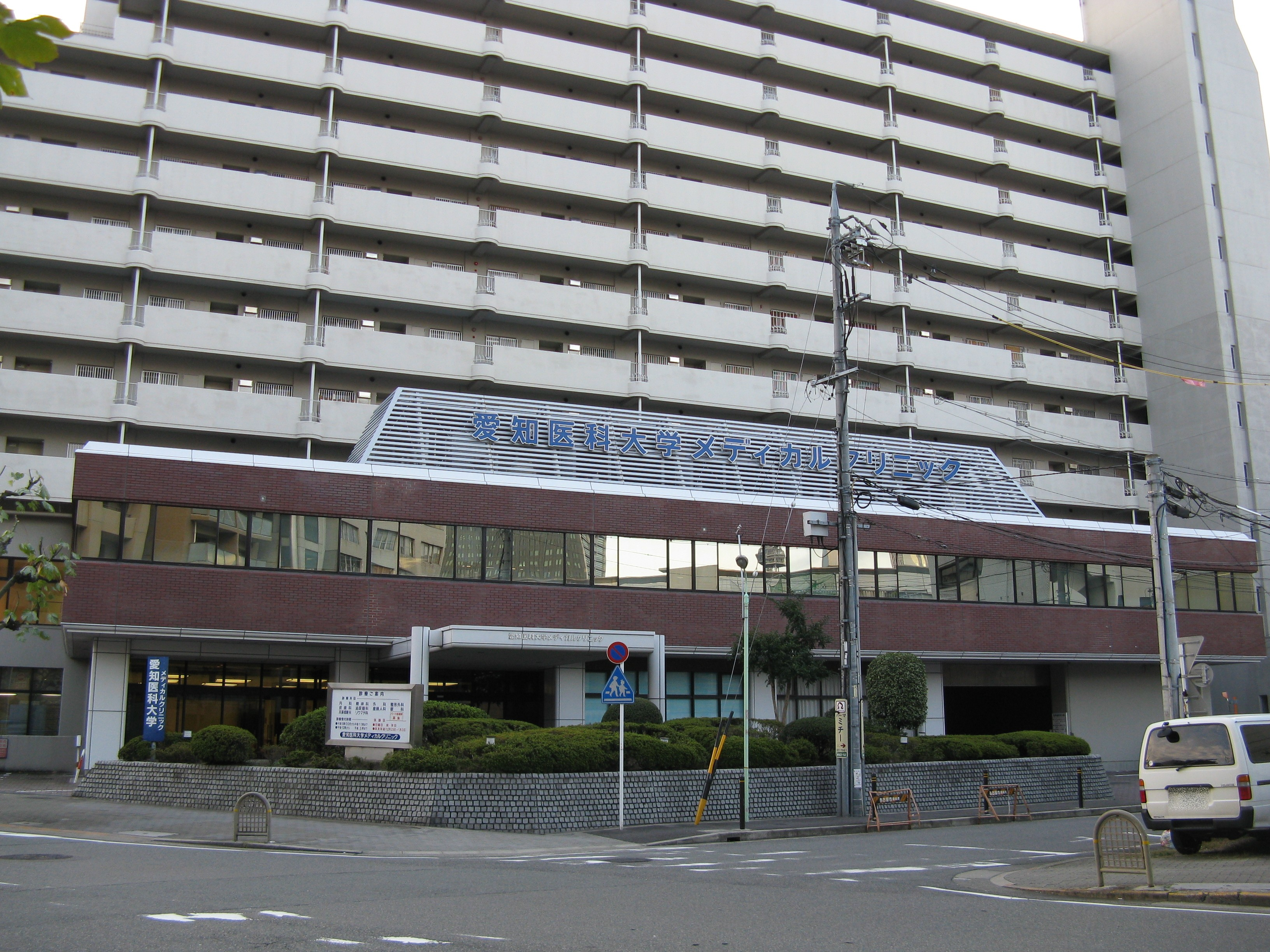
愛知医科大学メディカルクリニック
- 含笑寺
- 在名古屋中華人民共和国総領事館
- 大法寺
- 東桜幼稚園
- 寿林寺
- 東充寺（へちま薬師）
- サンデーフォーク本社
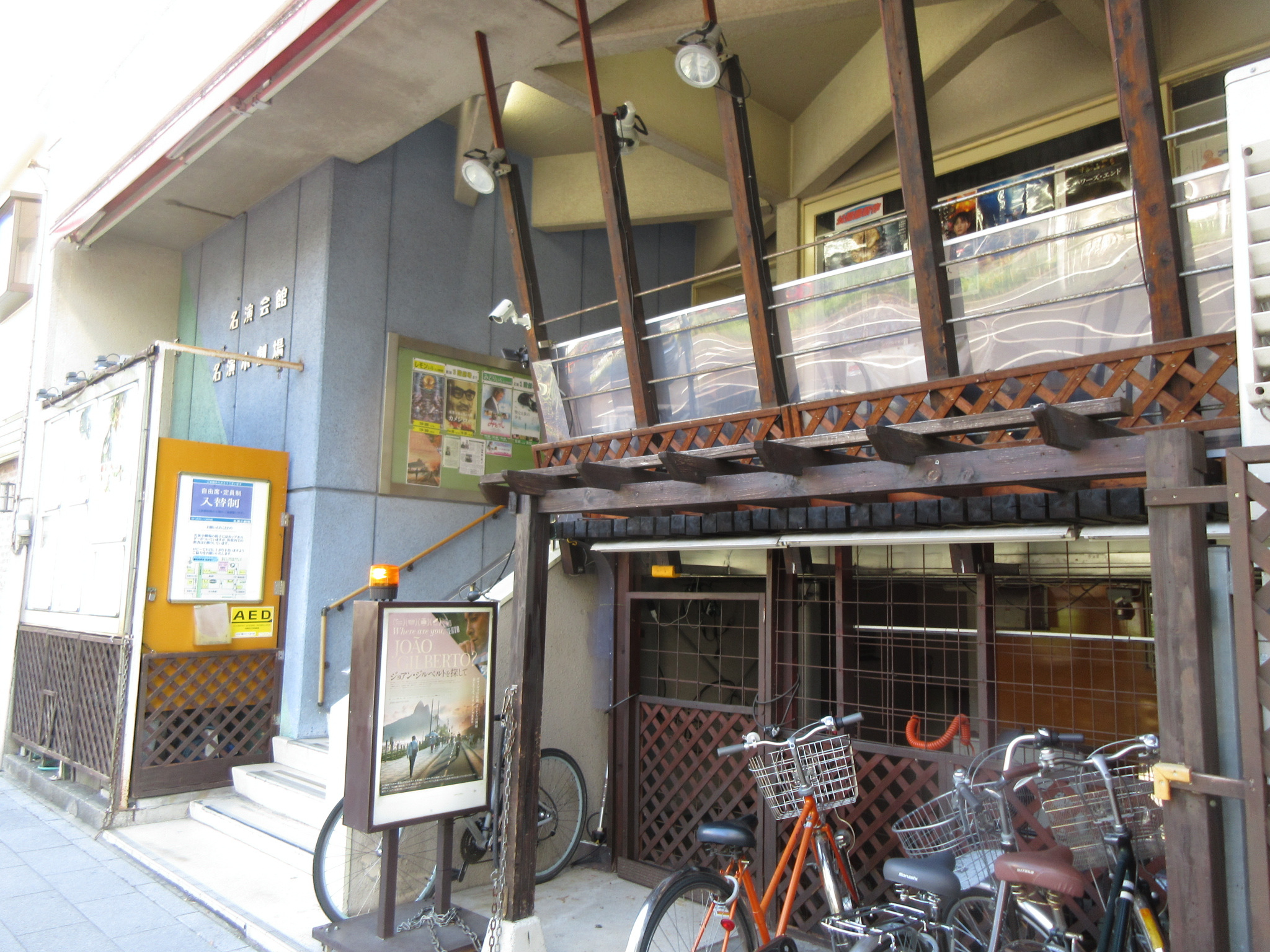
名演小劇場
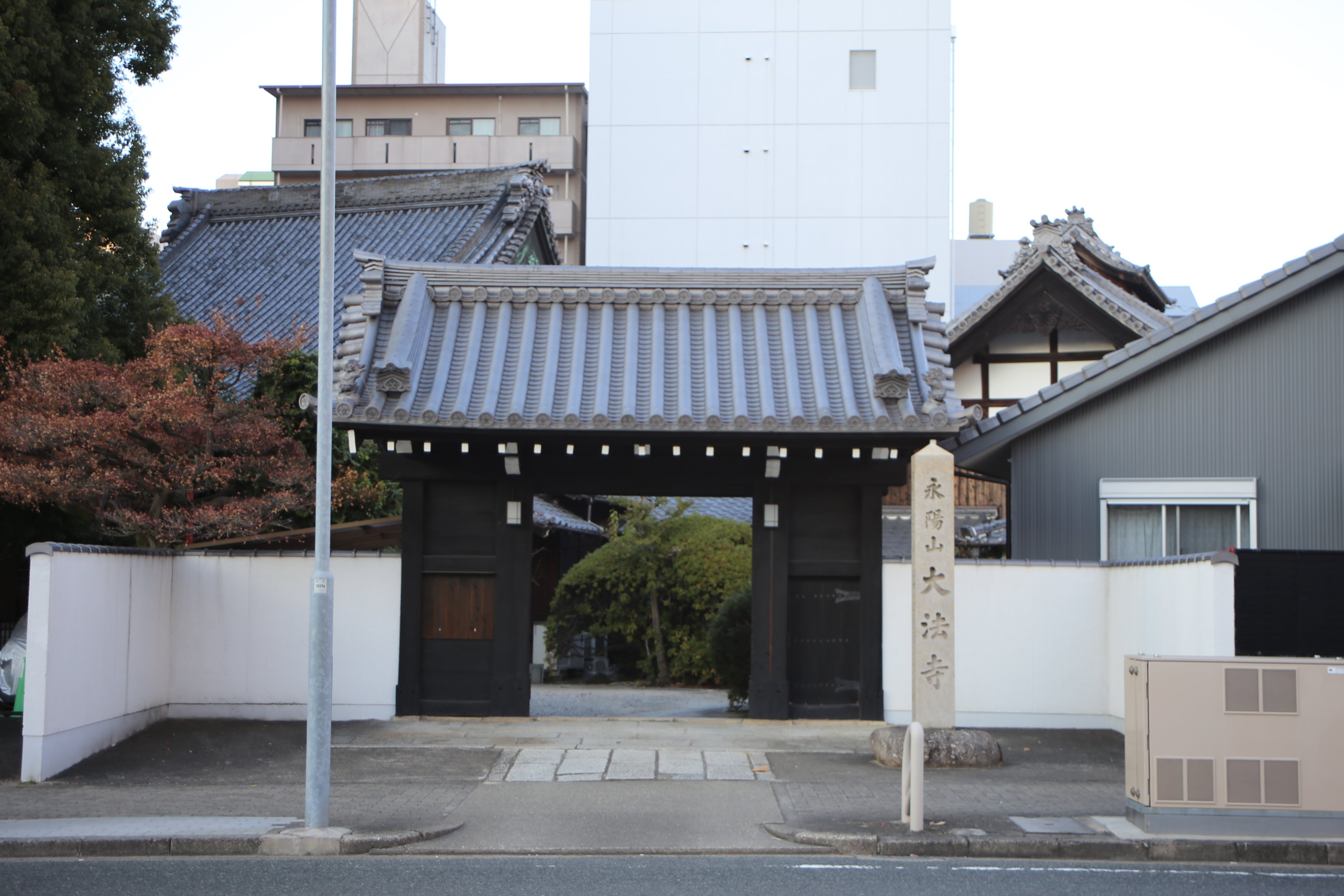
大法寺

- 照遠寺
- 眞柳寺
- 妙泉寺
- 善昌寺
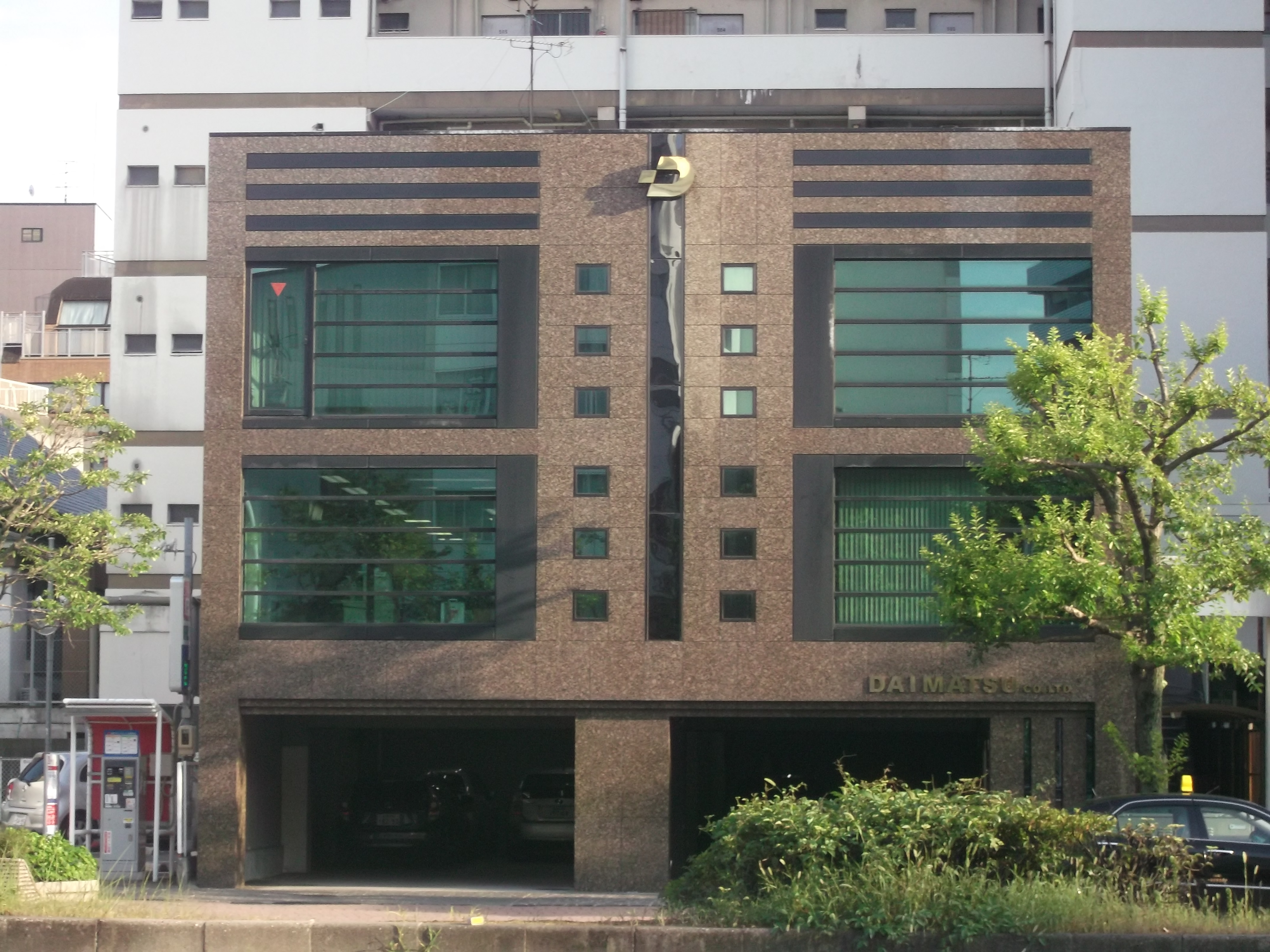
大松本社
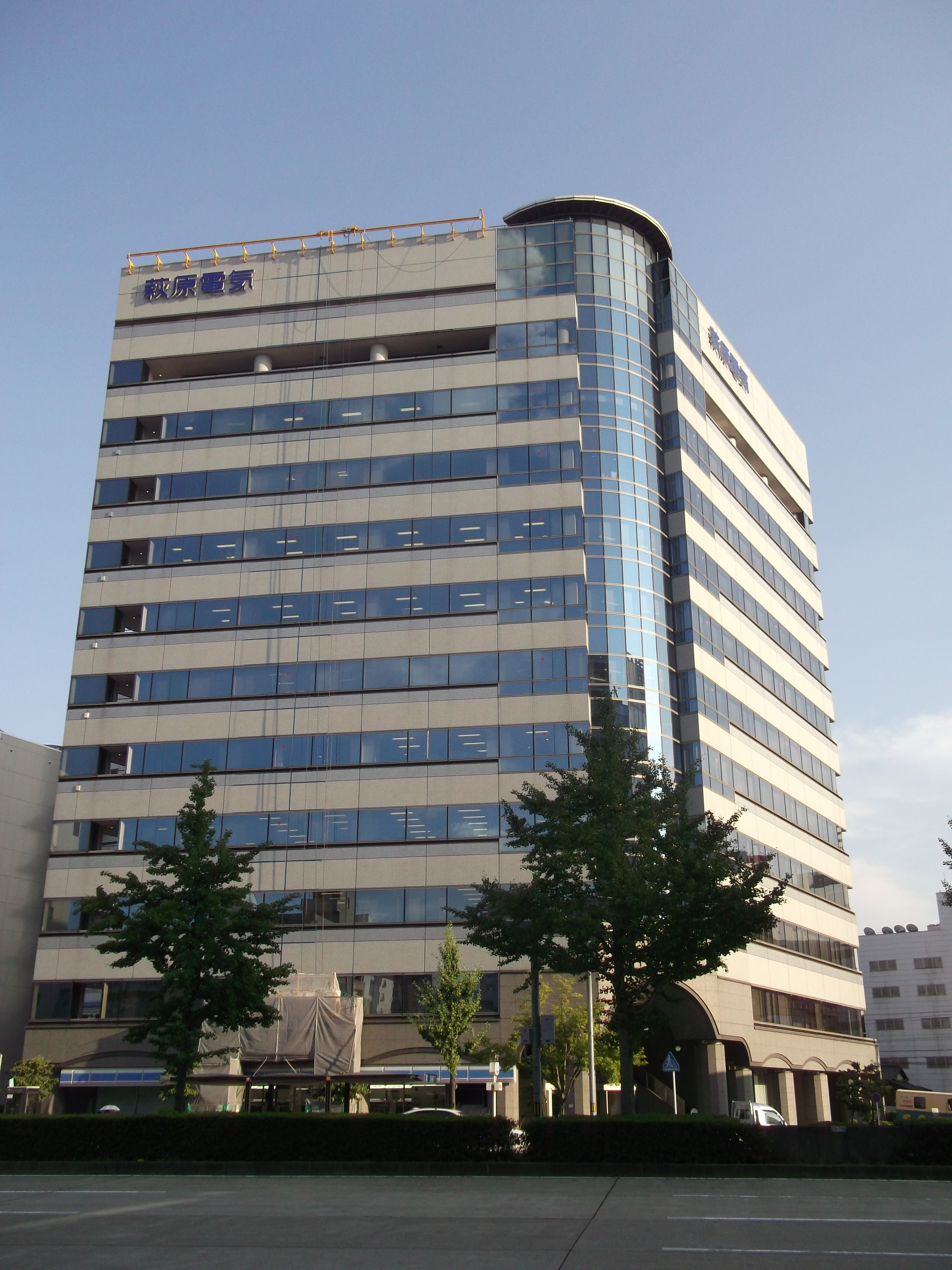
萩原電気本社

- 東海サウンド本社
- 本住寺
- 法華寺
- 本要寺
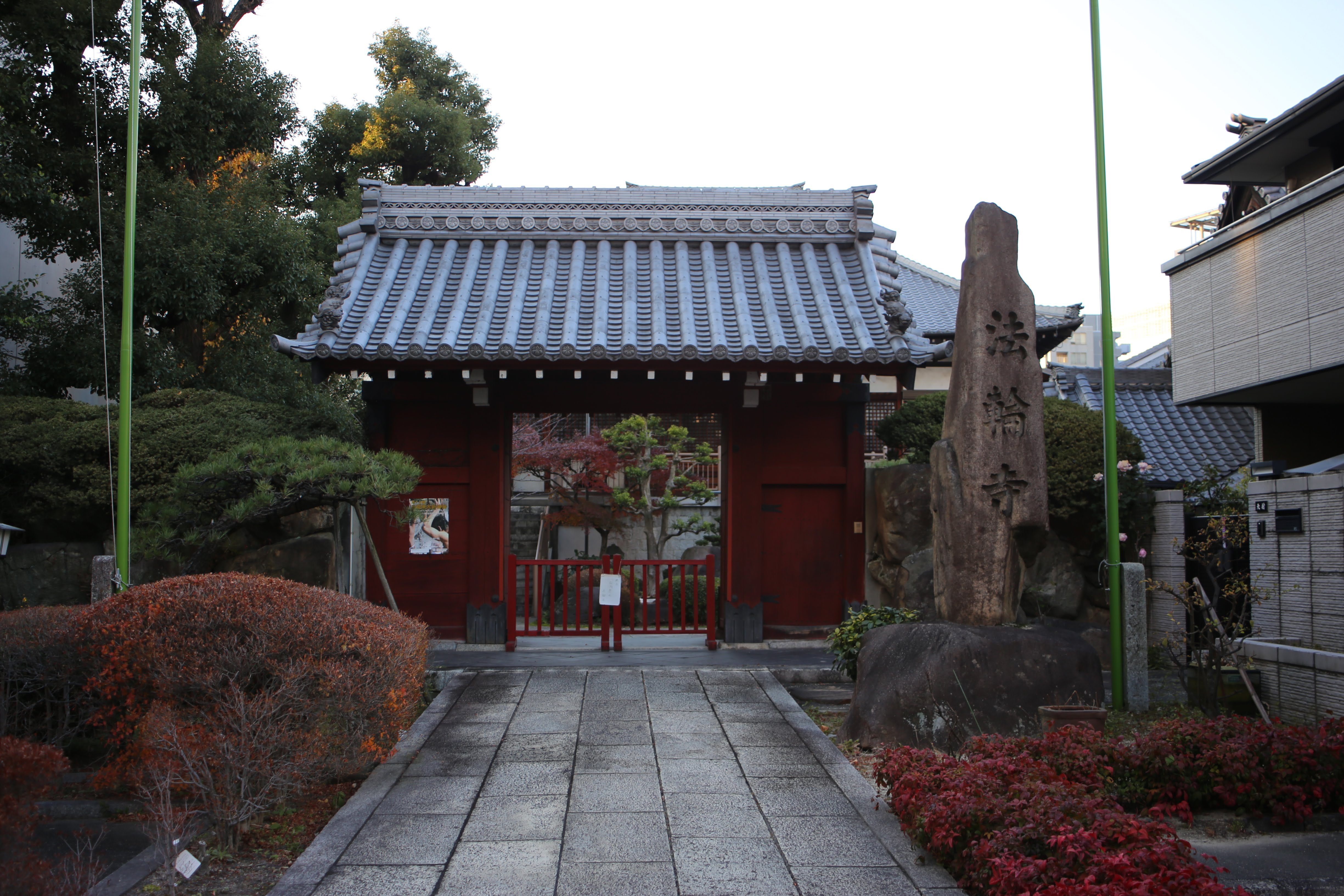
法輪寺
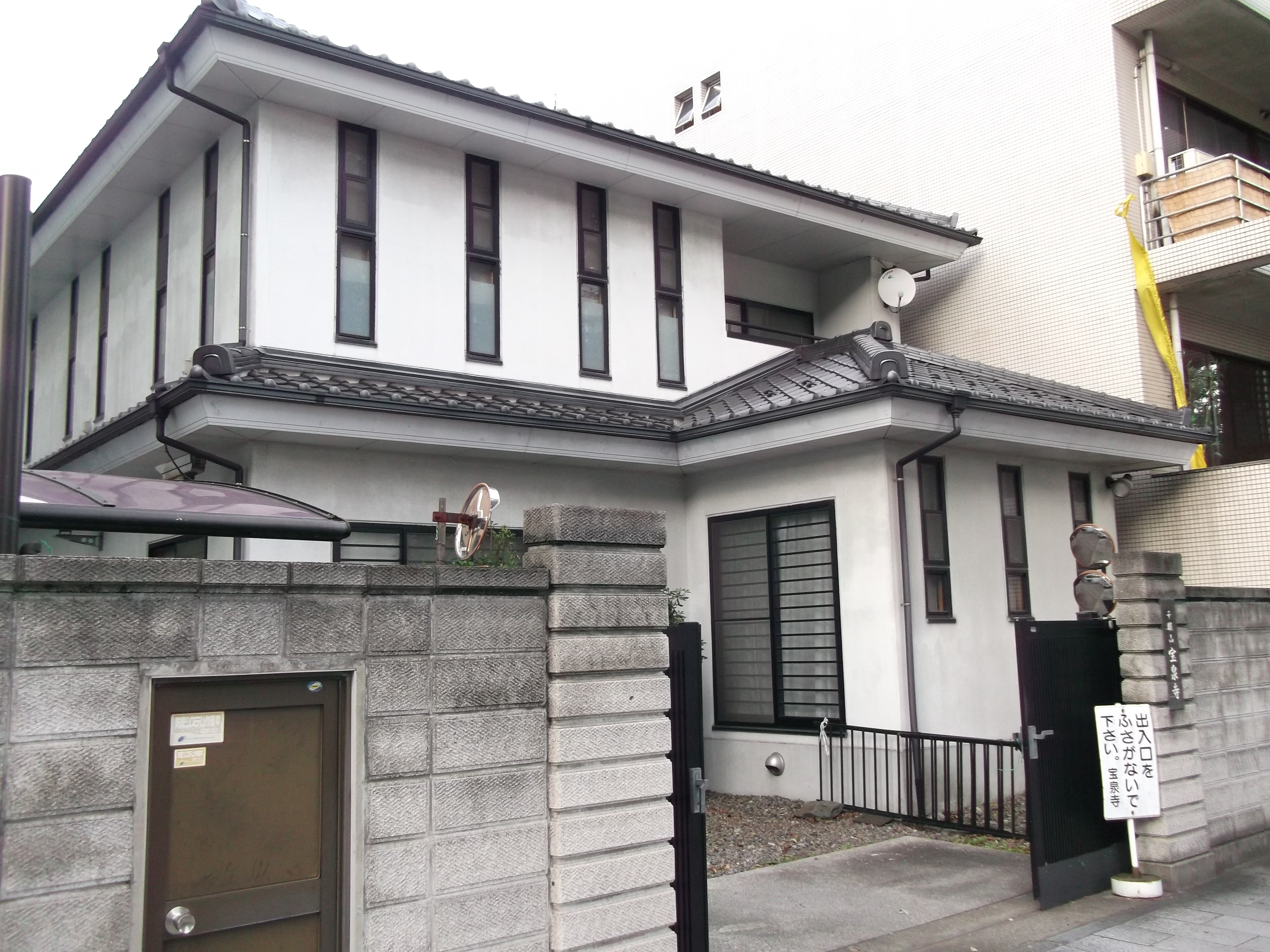
法泉寺
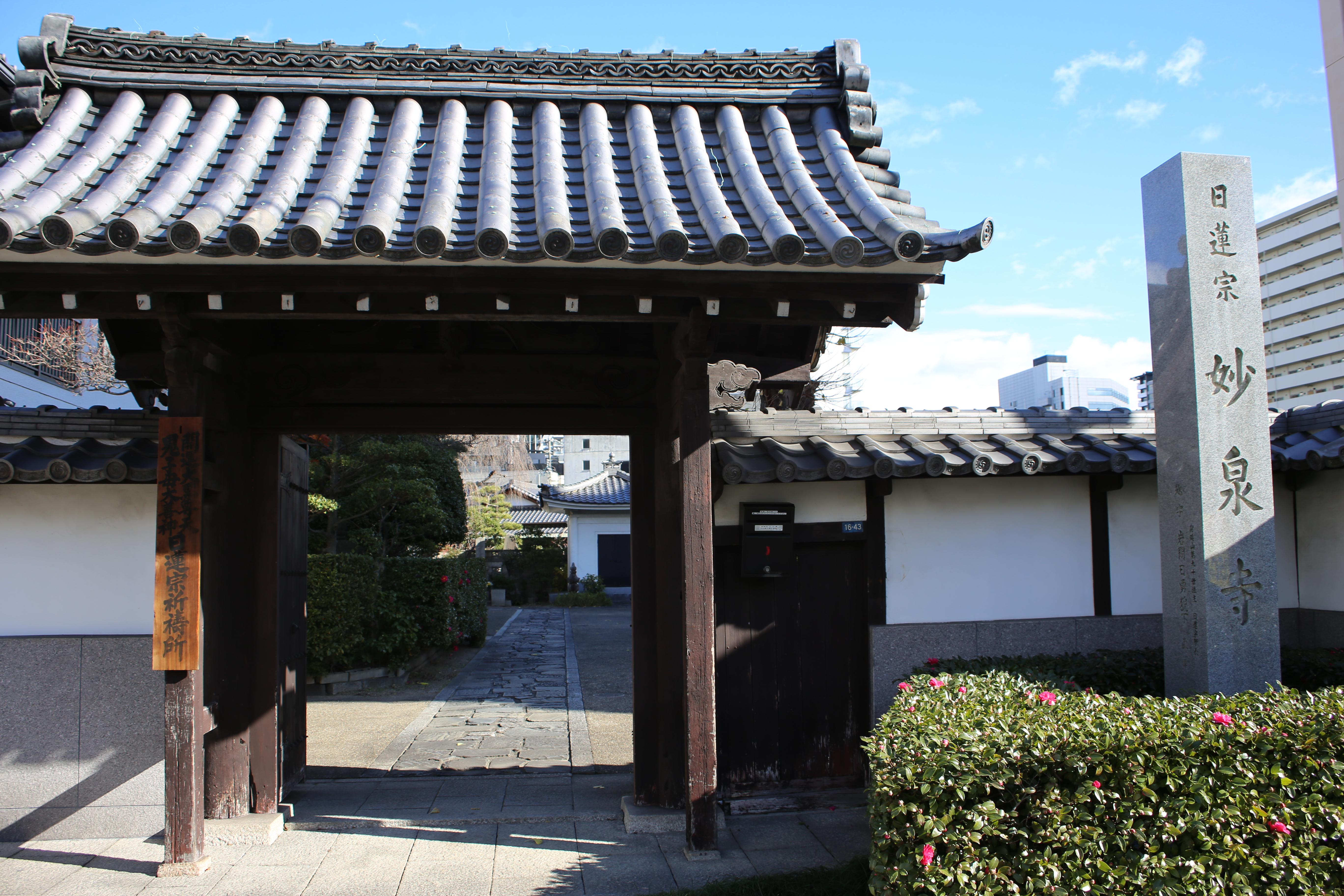
妙泉寺
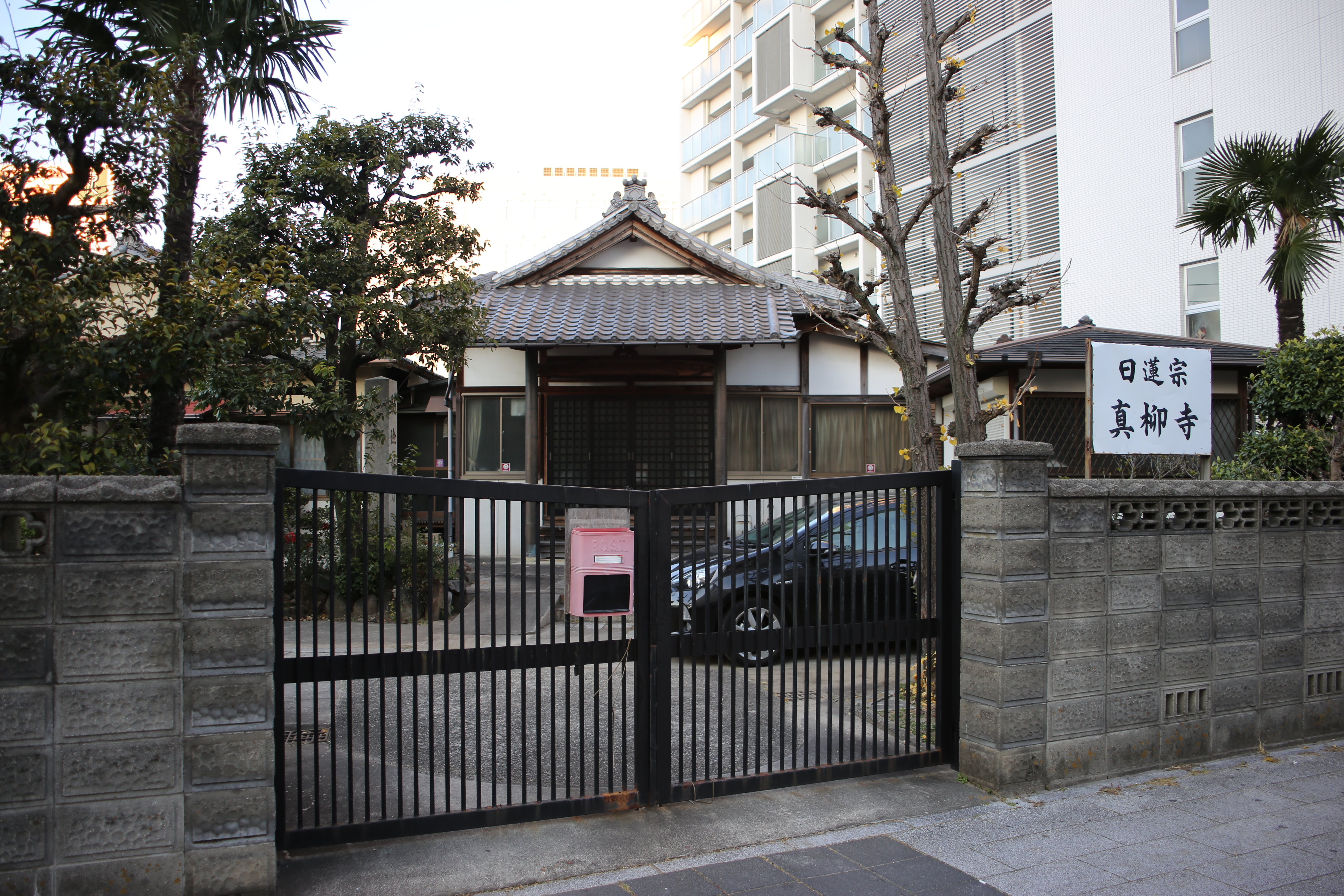
眞柳寺
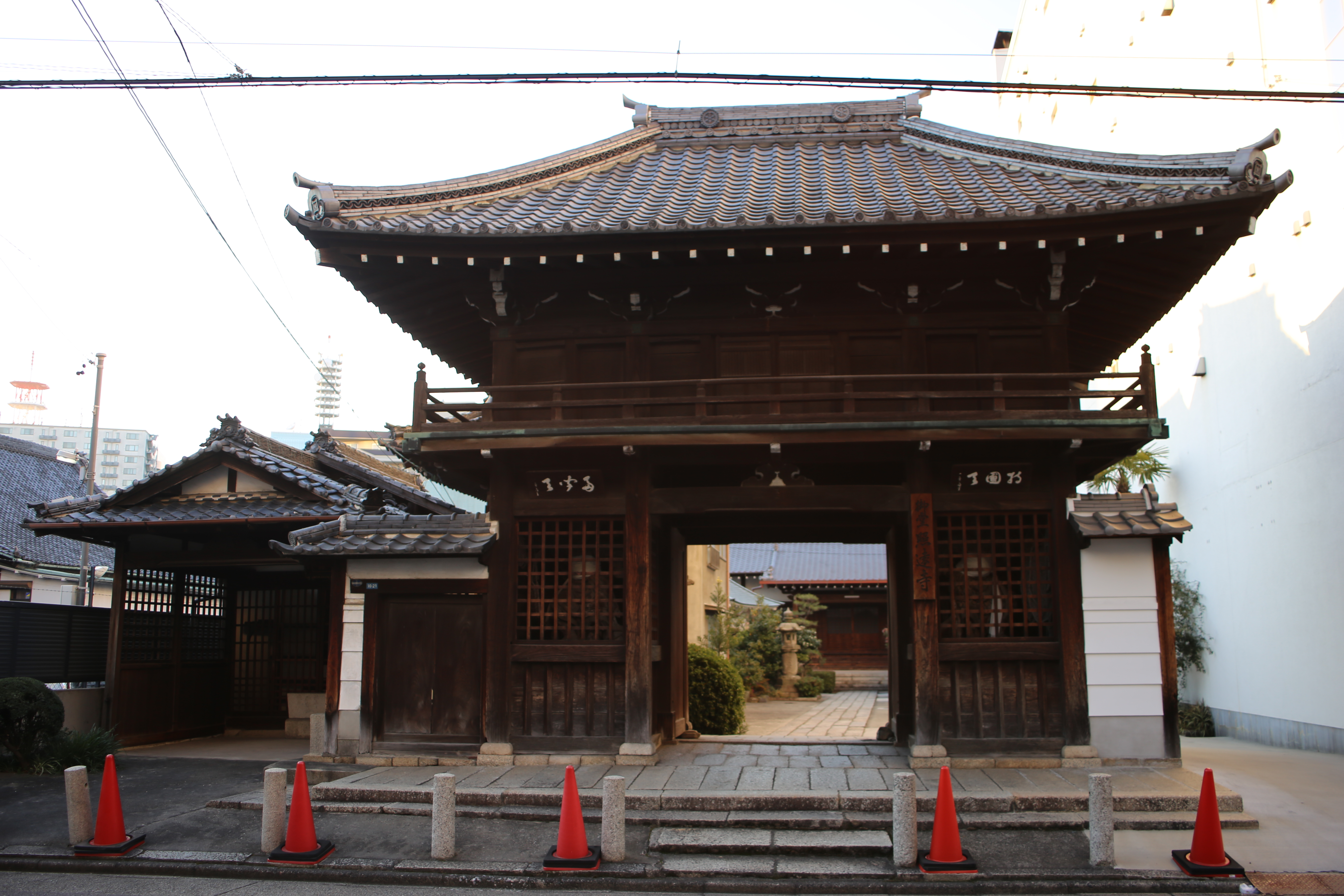
照遠寺
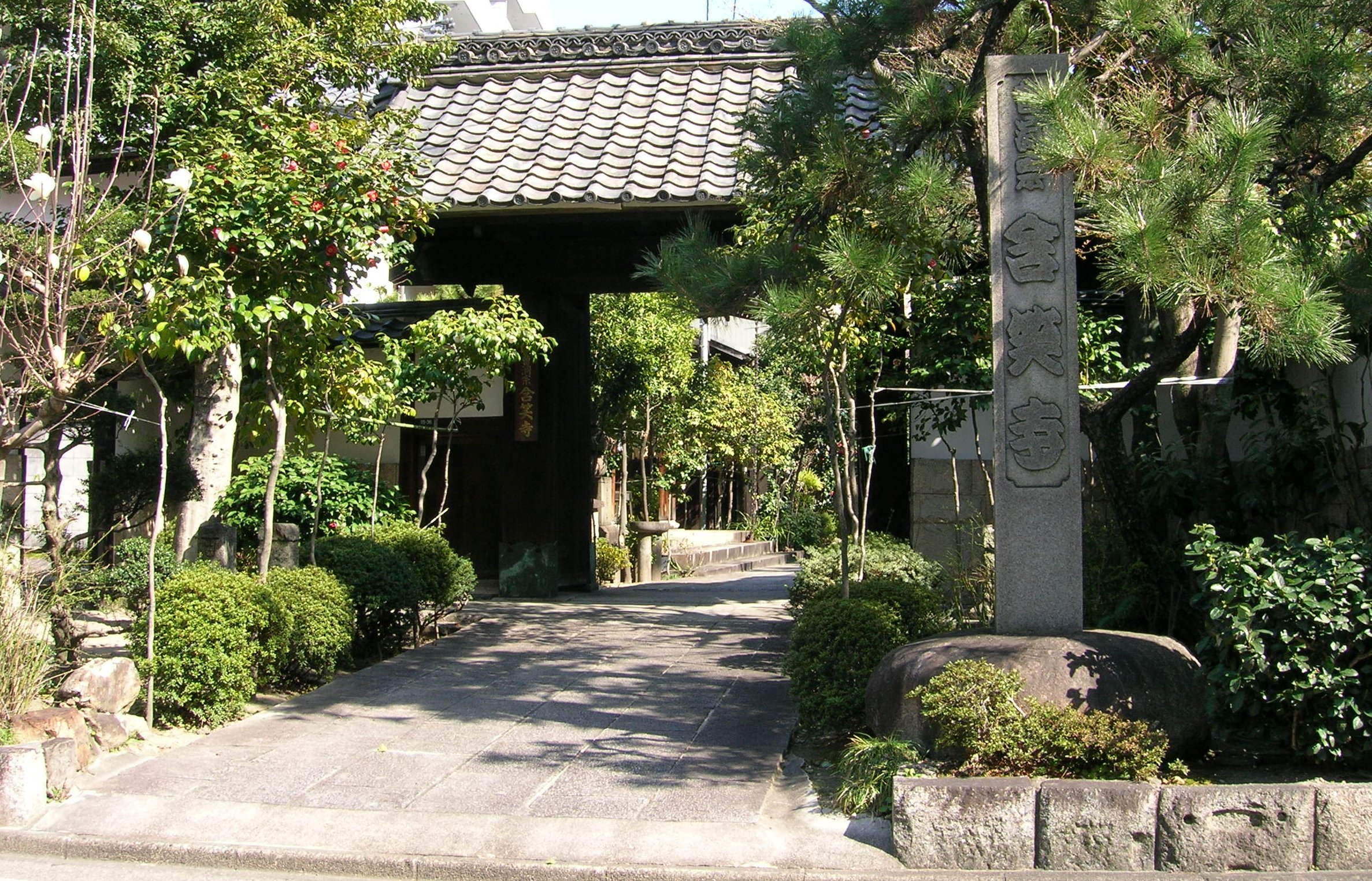
含笑寺

- 寿元寺
- 玄周寺
- 安斎院
- 梅屋寺
- 西蓮寺
- 照雲寺
- 永安寺
- 松山公園

- 愛知医科大学メディカルクリニック
- 名演小劇場
- 大法寺
- 大松本社
- 萩原電気本社
- 法輪寺
- 法泉寺
- 妙泉寺
- 眞柳寺
- 照遠寺
- 含笑寺

## 交通

### 鉄道
- 名鉄瀬戸線 栄町駅 - 駅施設は中区錦の久屋大通直下にあるが、住所は東区東桜となっている。
- 名古屋市営地下鉄名城線・桜通線 久屋大通駅 - 開業前の仮称は「東桜駅」であった。
- 名古屋市営地下鉄桜通線 高岳駅

※ その他、名古屋市営地下鉄東山線・名城線栄駅が、オアシス21との連絡通路を介して接続している。

### 道路
- 久屋大通
- 桜通（国道19号）
- 錦通
- 広小路通（愛知県道60号名古屋長久手線）
- 空港線（名古屋市道堀田高岳線）
- 国道153号（葵町線）
- 名古屋高速都心環状線 東新町出口

## その他

### 日本郵便
- 集配担当する郵便局は以下の通りである[WEB 9]。

| 区   | 町丁 | 郵便番号 | 郵便局         |
| ---- | ---- | -------- | -------------- |
| 東区 | 東桜 | 461-0005 | 名古屋東郵便局 |
| 中区 | 東桜 | 460-0005 | 名古屋中郵便局 |

### WEB
1. 1 2  “町・丁目(大字)別、年齢(10歳階級)別公簿人口(全市・区別)”.   名古屋市 (2019年2月20日). 2019年2月20日閲覧。
2. 1 2  “郵便番号”.  日本郵便. 2019年2月10日閲覧。
3. 1 2  “郵便番号”.  日本郵便. 2019年2月10日閲覧。
4. ↑  “市外局番の一覧”.   総務省. 2019年1月6日閲覧。
5. ↑  “東区の町名一覧”.   名古屋市 (2015年10月21日). 2019年2月26日閲覧。
6. ↑  “中区の町名一覧”.   名古屋市 (2015年10月21日). 2019年2月26日閲覧。
7. ↑  “市立小・中学校の通学区域一覧”.   名古屋市 (2018年11月10日). 2019年1月14日閲覧。
8. ↑  “平成29年度以降の愛知県公立高等学校（全日制課程）入学者選抜における通学区域並びに群及びグループ分け案について”.   愛知県教育委員会 (2015年2月16日). 2019年1月14日閲覧。
9. ↑  郵便番号簿 平成29年度版 - 日本郵便. 2019年02月10日閲覧 (PDF)

### 書籍
1. 1 2 3  名古屋市計画局 1992, p. 736.
2. 1 2 3  名古屋市計画局 1992, p. 785.
3. ↑  「角川日本地名大辞典」編纂委員会 1989, p. 1515.
4. 1 2  名古屋市計画局 1992, p. 153.
5. ↑  名古屋市会事務局 1995, p. 47.